# Борно (коммуна)
Борно (итал. Borno, ломб. Búren) — коммуна в Италии, в провинции Брешиа области Ломбардия.
Население составляет 2699 человек, плотность населения составляет 90 чел./км². Занимает площадь 30 км². Почтовый индекс — 25042. Телефонный код — 0364.
Покровителем коммуны почитается Иоанн Креститель, празднование в воскресение, ближайшее к 24 июня.